# 第2次シュレーダー内閣
第2次シュレーダー内閣（だい2じシュレーダーないかく ドイツ語: Kabinett Schröder II）は、2002年10月22日に就任したゲアハルト・シュレーダーに率いられたドイツ政府である。この内閣は2002年の選挙後に組閣され、2005年ドイツ連邦議会選挙後に組閣された第1次メルケル内閣に役割を引き継いだ。

## 閣僚
| 役職                           | 画像 | Incumbent                                | 政党  |
| ------------------------------ | ---- | ---------------------------------------- | ----- |
| 連邦首相                       |      | ゲアハルト・シュレーダー                 | SPD   |
| 副首相 外務大臣                |      | ヨシュカ・フィッシャー                   | Grüne |
| 内務大臣                       |      | オットー・シリー                         | SPD   |
| 司法大臣                       |      | ブリギッテ・ツィプリース                 | SPD   |
| 財務大臣                       |      | ハンス・アイヒェル                       | SPD   |
| 経済・労働大臣                 |      | ヴォルフガング・クレメント               | SPD   |
| 食品・農業・消費者保護大臣     |      | レナーテ・キューナスト 2005年10月4日まで | Grüne |
| 食品・農業・消費者保護大臣     |      | ユルゲン・トリッティン 2005年10月4日以降 | Grüne |
| 国防大臣                       |      | ペーター・シュトルック                   | SPD   |
| 家族・老人・女性・青少年大臣   |      | レナーテ・シュミット                     | SPD   |
| 保健・社会保障大臣             |      | ウラ・シュミット                         | SPD   |
| 交通・建設・都市開発大臣       |      | マンフレート・シュトルペ                 | SPD   |
| 環境・自然保護・原子炉安全大臣 |      | ユルゲン・トリッティン                   | Grüne |
| 教育・研究大臣                 |      | エーデルガルト・ブルマーン               | SPD   |
| 経済協力大臣                   |      | ハイデマリー・ヴィーチョレック＝ツォイル | SPD   |